# Blanchefontaine
Blanchefontaine SA es una empresa productora de relojes suiza ubicada en el corazón del Watch Valley, en Bonfol, en el cantón del Jura. Se especializa en la creación y producción de relojes para otras empresas o marcas: marcas privadas, licencias, negocios corporativos y personalizaciones.

## Historia
Después de nueve años de inversión en la empresa relojera Gigandet, Jean François Muller decidió confiar en una red de talleres locales para crear su propia marca privada de relojería y una estructura de personalización de relojes para otras empresas.

## Especialidades
Desarrollo, creación y producción de relojes certificados Swiss Made para empresas y marcas. Posibilidades de personalización a partir de un catálogo preexistente.